# James Meade
James Edward Meade (Swanage, 23 juni 1907 – Cambridge, 22 december 1995) was een Brits econoom. In 1977 won hij samen met Bertil Ohlin de Prijs van de Zweedse Rijksbank voor economie voor hun baanbrekende bijdrage aan de theorie van internationale handel en internationale kapitalistische handelingen.

## Biografie
Meade studeerde aan het Malvern College. In 1926 ging hij naar het Oriel College in Oxford om zich te verdiepen in “Greats”, maar hij stapte al snel over naar Filosofie, Politiek en Economie. Zijn interesse in economie groeide dankzij een invloedrijk jaar aan het Trinity College (1930-1), waar hij vaak discussies hield met economen zoals Dennis Robertson en John Maynard Keynes.
Na te hebben gewerkt in de Volkenbond en het Kabinetkantoor, was hij de voornaamste econoom gedurende de eerste jaren van Attlee's overhead. Van 1957 tot 1957 was hij professor aan de LSE, en van 1957 tot 1967 aan de Universiteit van Cambridge.

## Publicaties
- The Theory of International Economic Policy – The Balance of Payments (1951)
- The Theory of International Economic Policy – Trade and Welfare (1955)
- Principles of Political Economy (1965-76)
- The Intelligent Radical's Guide To Economic Policy (1975)